# Baroque Pop
Baroque Pop, selten auch Baroque Rock, ist ein Musikstil, der sich Mitte der 1960er Jahre an der Westküste der Vereinigten Staaten und in Großbritannien entwickelte. Das Genre beschreibt eine Mischung von Rock- oder Popmusik mit Elementen der europäischen Kunstmusik, insbesondere Barockmusik.

## Definition
Die Zusammenführung der Gattungen kann einerseits in Form von Bezugnahme auf die traditionelle Kunstmusik erfolgen, wie beispielsweise A Whiter Shade of Pale (1967) der britischen Band Procol Harum, das sich stark an der Komposition Air aus der Suite Nr. 3 D-Dur von Johann Sebastian Bach orientiert. Zumeist lehnt sich die Musik des Baroque Pop auch an die klassische Kompositionslehre (Kontrapunkt und Harmonik) an. Andererseits kann das Fusionsgenre eine Erweiterung des Instrumentariums umfassen: Neben den typischen Instrumenten der Populärmusik wie Gitarre oder Schlagzeug zeichnet sich Baroque Pop durch orchestrale Arrangements mit Streich-, Blas- und Zupfinstrumenten aus. Ein bekanntes Beispiel ist der Song God Only Knows (1966) der Beach Boys, auf dem auch Waldhorn, Violinen, Kontrabass und Klarinette zu hören sind.
Der Terminus „Baroque Pop“ kam erst nach der Blütezeit des Genres auf und setzte sich in den 1990er Jahren durch. Zu dieser Zeit gab es mit dem Chamber Pop, einer Kombination von Pop mit Kammermusik, einen stilistischen Nachfolger. Die Musikjournalistin Lillian Roxon verwendete den Begriff „Baroque Rock“ bezüglich barocker Stilzitate in der Rockmusik bereits 1969. Synonym wird selten auch der Terminus „Classical Rock“ gebraucht, nicht zu verwechseln mit Classic Rock. Die Synthese von Rock mit Klassik findet sich auch im Progressive Rock und Symphonic Rock wieder, beispielsweise bei Electric Light Orchestra oder The Nice.

## Beispiele

### Alben
- 1966: The Beach Boys – Pet Sounds
- 1967: The Beatles – Sgt. Pepper’s Lonely Hearts Club Band
- 1967: Love – Forever Changes
- 1967: The Kinks – Something Else by The Kinks
- 1969: Bee Gees – Odessa

### Lieder
- 1965: Sonny and Cher – I Got You Babe
- 1965: The Beatles – Yesterday
- 1965: The Beatles – In My Life
- 1966: The Beach Boys – God Only Knows
- 1966: The Rolling Stones – Lady Jane
- 1966: The Left Banke – Walk Away Renée
- 1966: The Beatles – Eleanor Rigby
- 1966: The Beatles – For No One
- 1966: The Lovin’ Spoonful – Rain on the Roof
- 1966: The Rolling Stones – As Tears Go By
- 1967: The Rolling Stones – Ruby Tuesday
- 1967: Procol Harum – A Whiter Shade of Pale
- 1967: The Cake – Baby, That’s Me
- 1968: Donovan – Jennifer Juniper
- 1968: The Doors – Wintertime Love
- 1968: The Kinks – Village Green
- 1981: The Stranglers – Golden Brown[6]